# Danielle Waterman
Danielle Waterman (Taunton, 20 de enero de 1985) es una jugadora británica de rugby femenino que se desempeña como fullback y juega en las Wasps Ladies de la Premier 15s. Representó a las Rosas Rojas de 2003 a 2018 y se consagró campeona del Mundo en Francia 2014.

## Biografía
Comenzó a jugar rugby de niña cuando vivía con su familia en Nueva Zelanda e inspirada en su padre, un histórico jugador aficionado del Bath Rugby. Al regresar a Inglaterra ella siguió jugando y a los 15 años llamó la atención de los seleccionadores nacionales juveniles.

## Selección nacional
Debutó contra Irlanda a la edad de 18 años, convirtiéndose en la mujer más joven en representar a su país. Ella ganó el premio a la mejor jugadora inglesa en 2006 y fue la vice-capitana del equipo desde 2012. En total jugó 82 partidos y marcó 47 tries (205 puntos).

### Participaciones en Copas del Mundo
| Mundial                                | Sede       | Resultado   | PJ | Tries |
| -------------------------------------- | ---------- | ----------- | -- | ----- |
| Copa Mundial Femenina de Rugby de 2006 | Canadá     | Subcampeona | ?  | ?     |
| Copa Mundial Femenina de Rugby de 2010 | Inglaterra | Subcampeona | ?  | ?     |
| Copa Mundial Femenina de Rugby de 2014 | Francia    | Campeona    | ?  | ?     |
| Copa Mundial Femenina de Rugby de 2017 | Irlanda    | Subcampeona | ?  | ?     |

## Rugby 7s
En 2014 firmó un contrato profesional con Inglaterra 7s para prepararse para los Juegos Olímpicos de Verano 2016 . Después de sufrir una lesión en la rodilla y más tarde un pómulo roto, Waterman se vio obligada a hacer una pausa durante más de un año. Regresó en abril de 2016 en el Seven Femenino de Canadá anotando un try en su primera aparición contra Irlanda. El seleccionado inglés ganó el torneo y Waterman fue elegida en el equipo ideal del torneo.

### Juegos Olímpicos
Waterman fue convocada para la selección del Reino Unido que compitió en los Juegos Olímpicos Río de Janeiro 2016. El seleccionado terminó en cuarto lugar perdiendo contra las Black Ferns Sevens en la semifinal y contra Canadá en el partido por las medallas de bronce.

## Palmarés
- Campeona del Seis Naciones Femenino de 2006, 2007, 2008, 2009, 2010, 2011, 2012 y 2017.